# 帰り花のオリオン
「帰り花のオリオン」（かえりばなのオリオン）は、ファーストサマーウイカの楽曲及び配信限定シングル。2021年6月4日に配信が開始された。

## 解説
ファーストサマーウイカの楽曲であり、2作目となる配信限定シングルである。楽曲の作詞・作曲・編曲は粗品（霜降り明星）が担当しており、東海テレビ・フジテレビ系のオトナの土ドラ『＃コールドゲーム』の主題歌に起用されていた。なお、粗品が楽曲の制作を担当することになったきっかけは、ウイカが粗品が発表していたボカロ楽曲のリスナーだったことからである。楽曲は一見すると優しいイメージのタイトルとは裏腹に、アグレッシブなロックサウンドとなっている。
ジャケット写真には曲が持つ力強さやサバイバル感と、「どんなことがあってもたくましく生き抜く女性」を表現したアメコミ調のウイカのイラストが描かれている。また、リリックビデオはジャケット写真に躍動する歌詞を融合させ作成された映像となっている。
表題曲の「帰り花のオリオン」のほかに、zoppが作詞を担当した「波乱万丈Go my way！」と、多保孝一が書き下ろした「最高のギフト」が収録されている。

## 収録曲
1. 帰り花のオリオン
作詞・作曲・編曲：粗品（霜降り明星）
2. 波乱万丈Go my way！
作詞：zopp、作曲・編曲：石川陽泉[3]
3. 最高のギフト
作詞・作曲・編曲：多保孝一[3]